# Bassalia Sakanoko
Bassalia Sakanoko est un footballeur ivoirien, né le 3 juin 1985 à Abidjan.
Il a évolué 3 saisons en D3 au Royal Géants Athois (de 2011 à 2014) avant de rejoindre la Royale Entente Sportive Acrenoise pour la saison 2014-2015.